# Giovanni Renosto
Giovanni Renosto (* 14. September 1960 in Treviso) ist ein ehemaliger italienischer Radrennfahrer.
Giovanni Renosto war Profi-Rennfahrer von 1981 bis 1989. Außer einem Etappengewinn beim Giro d’Italia 1981 gelangen ihm wenige Erfolge auf der Straße. Auf der Bahn hingegen wurde er von 1986 bis 1989 viermal in Folge italienischer Meister im Steherrennen, 1989 in Lyon Weltmeister, nachdem er schon 1986 in Colorado Springs Platz drei bei der Steher-Weltmeisterschaft belegt hatte.